# Accommodatie (aanpassing)
Accommodatie is de houding van inschikkelijkheid of aanpassing bij nieuwe gezagsverhoudingen. Met deze houding wordt getracht om een modus vivendi te vinden om een gewenst eindresultaat te bereiken in de nieuwe situatie.

## Geschiedkunde
Het begrip werd in de geschiedkunde geïntroduceerd door Kossmann om de schikkende houding van bestuur en bedrijfsleven tijdens de Tweede Wereldoorlog in Nederland en België te omschrijven. Angst en de wens om de samenleving intact te laten, leidden tot een voortgang van het dagelijkse leven waarbij werd meegewerkt met de bezetter of weggekeken bij onderdrukking en de vervolging van Joden, homoseksuelen, zigeuners en gehandicapten. In de keuze tussen verzet of collaboratie werd hierbij gekozen voor gehoorzaamheid, omdat gedacht werd dat verzet geen zin zou hebben. Accommodatie onderscheidde zich van collaboratie doordat machtsstreven of politiek of materieel gewin niet de motivatie was. Het kon wel uitmonden in bijvoorbeeld ambtelijke collaboratie als er uiteindelijk geen keuze werd gemaakt voor ontslag of verzet.

## Volkskunde
In de volkskunde staat accommodatie ook voor aanpassing. Hier is het de kerstening van een oud feest dat als heidens werd ervaren. De christelijke kerk liet de pas bekeerde bevolking op de oude plaats het oude feest vieren, maar nu met een andere betekenis.